# Taseopteryx phaeozona
Taseopteryx phaeozona là một loài bướm đêm trong họ Noctuidae.